# Moringua raitaborua
Moringua raitaborua är en fiskart som först beskrevs av Hamilton 1822.  Moringua raitaborua ingår i släktet Moringua och familjen Moringuidae. Inga underarter finns listade i Catalogue of Life.